# Malgaçemir, Sultanhisar
Malgaçemir là một xã thuộc huyện Sultanhisar, tỉnh Aydın, Thổ Nhĩ Kỳ. Dân số thời điểm năm 2010 là 666 người.